# Joachim Dietrich Lichtenstein
Joachim Dietrich Lichtenstein, auch Joachim Diederich Lichtenstein (* 17. Juli 1706 in Aurich; † 23. Januar 1773 in Braunschweig), war ein deutscher Jurist und von 1744 bis 1773 Bürgermeister der Stadt Helmstedt.

## Leben
Joachim Dietrich Lichtenstein stammte aus der ursprünglich jüdischen Familie Lichtenstein und wurde 1706 in Aurich als Sohn eines evangelischen Predigers geboren. Er studierte ab 1723 Rechtswissenschaft in Helmstedt und war anschließend ab 1725 als Hauslehrer in Wolfenbüttel tätig. Er wurde 1727 Advokat an der fürstlichen Justizkanzlei in Wolfenbüttel, 1732 Amtmann und 1739 Oberamtmann des Fürstlichen Residenzamtes Wolfenbüttel. Lichtenstein war ab 1744 Gerichtsschultheiß und erster Bürgermeister der Stadt Helmstedt. Im selben Jahr wurde er zum braunschweig-lüneburgischen Hofrat, zum Mitglied des Schatzkollegiums der Braunschweigischen Landschaft und zum Abt des Klosters Marienberg ernannt. Die Universität Helmstedt promovierte ihn 1749 zum Doktor beider Rechte.
Lichtenstein baute in Helmstedt eine zeitgemäße Stadtverwaltung auf. Ein Schwerpunkt lag dabei in der Reform der überkommenen Strukturen des Handwerks und des Handels, wobei er Unterstützung vom Geheimen Rat erhielt. Unter Lichtensteins Führung wurde ein auskömmliches Verhältnis zwischen Stadt und Universität geschaffen. Daneben publizierte er mehrere Schriften, insbesondere zu juristischen und historischen Themen. Lichtenstein starb im Januar 1773 im Alter von 66 Jahren in Braunschweig. Seine Söhne waren der königlich-dänische Oberstleutnant Johann Peter, der Mediziner Georg Rudolph und der lutherische Theologe Anton August Heinrich Lichtenstein.

## Schriften (Auswahl)
- Joachim Diederich Lichtensteins Beytrag zu der Geschichte des Smalcaldischen Bundes und der Braunschweig-Lüneburgischen Landes-Historie von 1542 biß 1569 in der Untersuchung von dem Anfange der Reformation in Helmstedt. Christian Friedrich Weygand, Helmstedt 1750. (Digitalisat)
- Joachim Diederich Lichtensteins Abhandlung von des kayserlichen freyen unmittelbaren Stifts der Heiligen Simon und Judas in Goslar Gerichtsbarkeit. Waisenhaus-Buchdruckerei, Braunschweig 1754. (Digitalisat)
- mit Friedrich Adolph Woltereck: Friderich Adolph Wolterecks Kurzer Begrif Braunschweig-Wolfenbüttelscher Landes-Ordnungen und Gesetze, welche seit den ältesten Zeiten bis im Monath December des 1750sten Jahres ergangen. Mit einem Real-Repertorio ausgefertiget und einer Vorrede von den Stadt-Policey-Gesetzen hiesiger Lande in Betrachtung der Nahrung und Aufnahme der Städte begleitet von Joachim Diederich Lichtenstein. Meißner, Braunschweig, Leipzig, Wolfenbüttel 1771. (Digitalisat)
- Zweifel und Bedenken bey der wichtigen Frage von der freyen Aus- und Einfuhr des Getraides. 1772.